# Мессьє 88
Мессьє 88 (М88, інші позначення -NGC 4501,UGC 7675,MCG 3-32-59, ZWG 99.76, VCC 1401, PGC 41517) — галактика у сузір'ї Волосся Вероніки.
Цей об'єкт входить у число перерахованих в оригінальній редакції нового загального каталогу.
Дана галактика входить до скупчення галактик у сузір'ї Діви.

## Відкриття

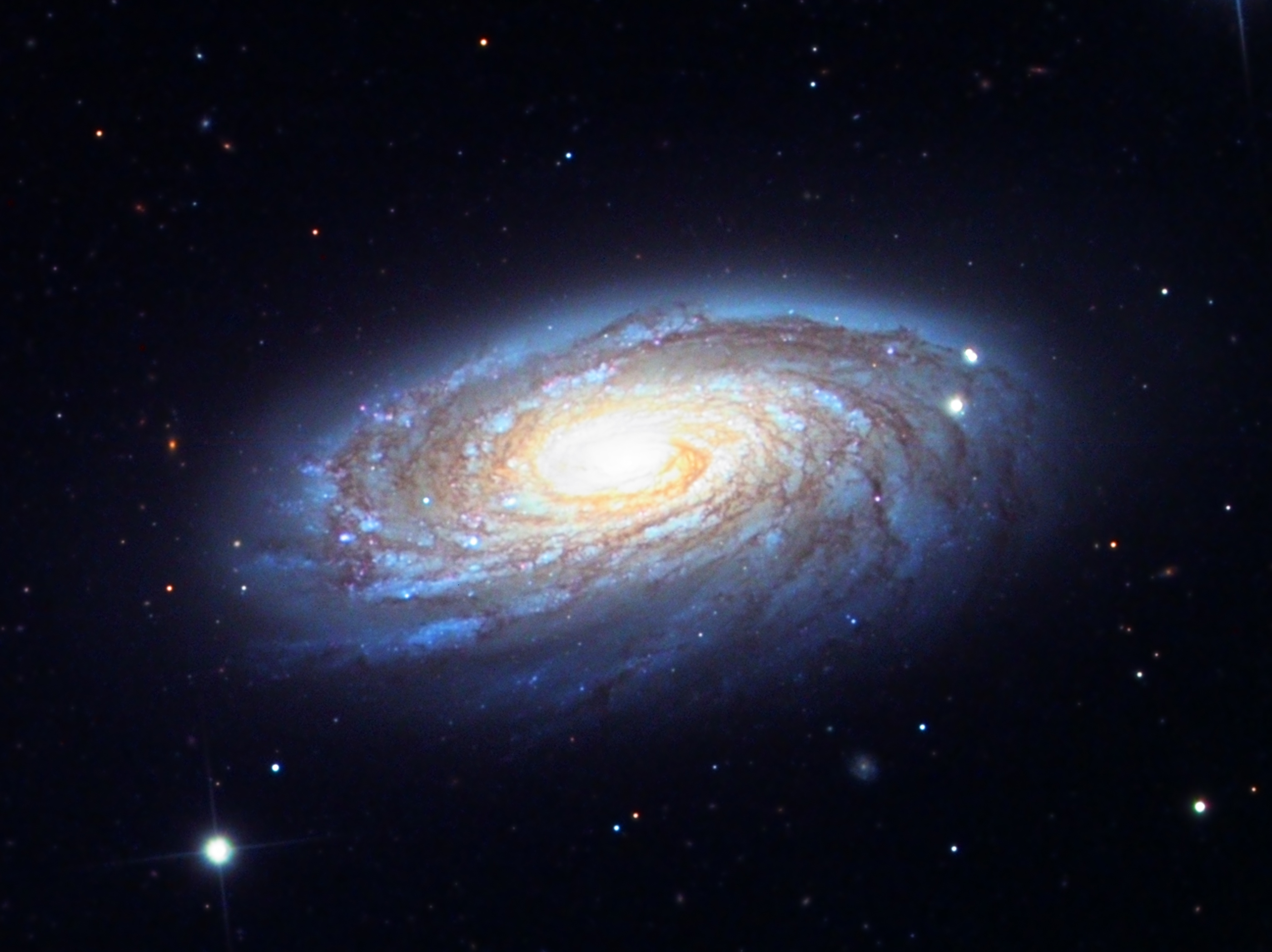
Messier 88, 24 inch telescope on Mt. Lemmon, AZ. Courtesy of Joseph D. Schulman

Відкривачем цього об'єкта є Шарль Мессьє, який вперше спостерігав за об'єктом 18 березня 1781.

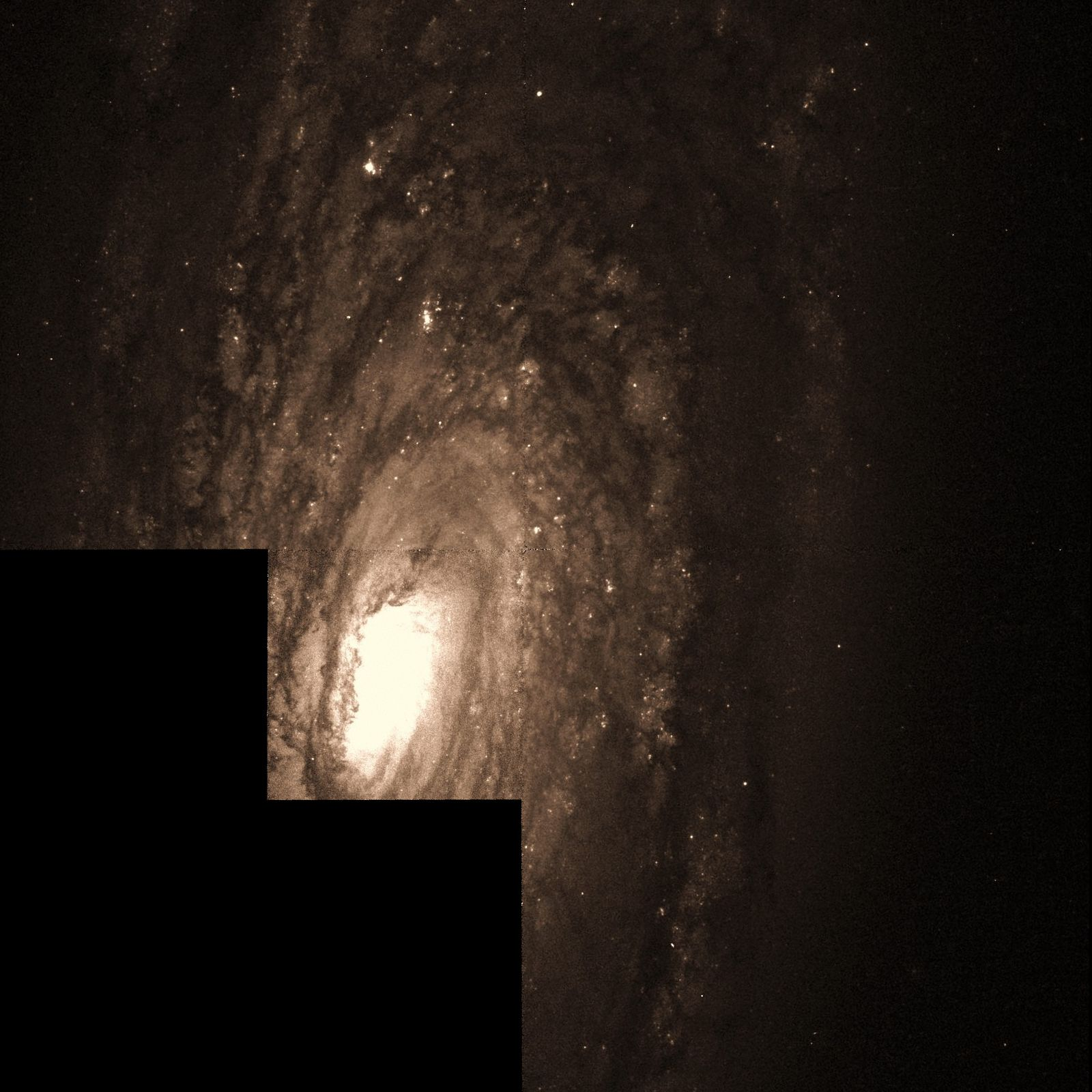
M88 by Hubble space telescope

## Навігатори
| ◄ NGC 4497 \| NGC 4498 \| NGC 4499 \| NGC 4500 \| NGC 4501 \| NGC 4502 \| NGC 4503 \| NGC 4504 \| NGC 4506 ► |

Координати:  12г 31м 59.2с, +14° 25′ 14″